# Homotoma shuana
Homotoma shuana är en insektsart som först beskrevs av Yang och Li 1981.  Homotoma shuana ingår i släktet Homotoma och familjen Homotomidae. Inga underarter finns listade i Catalogue of Life.